# Kinh tế chia sẻ
Kinh tế chia sẻ  là một mô hình thị trường lai (ở giữa sở hữu và tặng quà) trong đó đề cập đến mạng ngang hàng dựa trên chia sẻ quyền truy cập vào hàng hóa và dịch vụ (phối hợp thông qua các dịch vụ trực tuyến dựa vào cộng đồng). Khái niệm này không phải là mới. Việc chia sẻ các nguồn tài nguyên là ví dụ nổi tiếng trong doanh nghiệp với doanh nghiệp (B2B) như máy móc thiết bị trong ngành nông nghiệp và lâm nghiệp cũng như trong kinh doanh với người tiêu dùng (B2C) như giặt là tự phục vụ. Nhưng có ba yếu tố chính cho phép chia sẻ các nguồn lực cho một loạt rộng rãi các hàng hóa và dịch vụ mới cũng như các ngành mới. Thứ nhất, hành vi của khách hàng đối với nhiều hàng hóa và dịch vụ thay đổi từ sở hữu đến chia sẻ. Thứ hai, các mạng xã hội trực tuyến và thị trường điện tử dễ dàng hơn liên kết người tiêu dùng. Và thứ ba, các thiết bị di động và các dịch vụ điện tử làm cho việc sử dụng hàng hóa được chia sẻ và các dịch vụ thuận tiện hơn (ví dụ ứng dụng điện thoại thông minh thay vì chìa khóa vật lý).
Các nền kinh tế chia sẻ có thể có nhiều hình thức, trong đó có sử dụng công nghệ thông tin để cung cấp cho các cá nhân, tập đoàn, phi lợi nhuận và chính quyền với các thông tin đó cho phép tối ưu hóa các nguồn lực thông qua sự tái phân phối, chia sẻ và tái sử dụng các năng lực dư thừa hàng hóa và dịch vụ. Một tiền đề phổ biến là khi thông tin về hàng hóa được chia sẻ (thường là thông qua một thị trường trực tuyến), giá trị của những mặt hàng có thể tăng cho doanh nghiệp, cho các cá nhân, cho cộng đồng và cho xã hội nói chung.

## Nền kinh tế chia sẻ và những mối quan tâm
Nền kinh tế chia sẻ dựa trên các nền tảng kỹ thuật số, trong đó khách hàng có quyền truy cập vào hàng hóa và dịch vụ hữu hình hay vô hình . Một số tác giả khẳng định rằng nền kinh tế chia sẻ đã bắt đầu với công cụ web 2.0 vì  người dùng có khả năng chia sẻ thông tin, kiến thức và các nguồn lực khác. Chính phương thức này đã giúp tiết kiệm các nguồn lực bị hạn chế và đi đến tận cùng gốc rễ của trao đổi xã hội hơn là các hoạt động mua bán diễn ra trên thị trường . Sự thật là nền kinh tế chia sẻ không chỉ cho phép các cá nhân kiếm tiền từ tài sản chưa được khai thác sử dụng hiệu quả, mà còn cung cấp lợi ích liên quan đến xã hội và môi trường. Gần đây, nền kinh tế chia sẻ đã tạo điều kiện cho những người tham gia tạo ra các mạng xã hội mới mà họ có thể phụ thuộc và cung cấp cơ hội tương tác với những người khác nhau . Một định nghĩa về nền kinh tế chia sẻ được cung cấp bởi Mair and Reischauer  , người đã xác định nó là "  một web của các thị trường mà các cá nhân sử dụng nhiều hình thức đền bù khác nhau cho việc phân phối lại và tiếp cận các nguồn lực và được dàn xếp bởi một nền tảng kỹ thuật số.

## Hoạt động chia sẻ vàweb 2.0[7]
Web 2.0 là tên gọi khác của dịch vụ mạng xã hội (tiếng Anh: Social Networking Service - SNS). Nhìn chung, nó đề cập đến các trang web cho phép người dùng đóng góp nội dung và tương tác, kết nối với nhau thông qua các phương tiện truyền thông mạng xã hội. 
Hoạt động nền tảng của Web 2.0 nói chung cũng như các trang mạng xã hội nói riêng là chia sẻ. Đối với Web 2.0, (tức các dịch vụ internet với nội dung do người dùng tạo như Facebook, hay YouTube, Flickr, Twitter, wikipedia, blog,...), tất cả đều khuyến khích người dùng chia sẻ theo nhiều cách khác nhau. Nút chia sẻ đã mang những người lướt web lại gần nhau hơn .Ví dụ, người dùng Facebook có thể chia sẻ hình ảnh cá nhân, cập nhật trạng thái hay chia sẻ những thông tin hữu ích đến với danh sách bạn bè của mình. Ngoài ra, Flick - trang chia sẻ hình ảnh lớn nhất thế giới đã chiêu dụ người dùng chia sẻ những bức hình của họ. Tóm lại, chia sẻ là hoạt động tham gia của người dùng trên Web 2.0.
Wikipedia là ví dụ nổi bật về việc cộng hưởng của nền kinh tế chia sẻ và việc chia sẻ tại thời kỳ Web 2.0. Tuy nhiên, nhiều công nghệ đứng sau các website thì được xây dựng nên từ nội dung được người dùng tạo ra và nó góp phần tạo nên bối cảnh sản xuất của nền kinh tế chia sẻ (như Perl, PHP, ngôn ngữ lập trình Java và hơn thế nữa). Có thể nói internet về cơ bản là một công nghệ chia sẻ, và hơn thế nữa , sự tiêu dùng của nền kinh tế chia sẻ hiện tại được vận hành bởi các mạng lưới công nghệ (như Zipcar, Airbnb hay eBay). Nói cách khác, việc nghiên cứu về Web 2.0, các trang mạng xã hội và sự ảnh hưởng của kinh tế chia sẻ trong đời sống sản xuất và tiêu dùng của chúng ta góp phần vào việc hiểu biết sâu rộng hơn về logic hiện đại của hoạt động chia sẻ.

## Sự xuất hiện của nền kinh tế chia sẻ[8]
Kể từ khi cuốn sách về sự gia tăng của tiêu dùng cộng tác được công bố bởi Botsman và Rogers , kinh tế chia sẻ đã trở thành một từ được sử dụng phổ biến trên các phương tiện truyền thông xã hội  . Các thuật ngữ “kinh tế chia sẻ”, “tiêu dùng cộng tác” và “kinh tế ngang hàng” là những thuật ngữ thường xuyên được sử dụng để mô tả các hiện tượng như chia sẻ ngang hàng những sự tiếp cận vào hàng hóa và dịch vụ không được tận dụng một cách triệt để, ưu tiên việc sử dụng và khả năng tiếp cận sản phẩm dịch vụ hơn là việc sở hữu nó  . Tuy nhiên, kinh tế chia sẻ thay đổi cách chúng ta hiểu về những gì đang xảy ra bằng cách xem xét lại thiết kế mô hình kinh doanh và việc ra quyết định hàng ngày. Điều này vừa là cơ hội, vừa là thử thách  . Những công ty mới gia nhập vào nền kinh tế chia sẻ, chẳng hạn như AirBnB là một ví dụ điển hình khi chỉ với một vài năm phát triển, nó đã đứng đầu chuỗi khách sạn quốc tế truyền thống hàng đầu và đang mở rộng ra thế giới.
Kinh tế chia sẻ bắt nguồn từ thời kỳ cổ đại trong việc chia sẻ giữa các thành viên gia đình và bạn bè thân thiết . Đầu năm 2000, để đáp ứng tình trạng hạn chế tài nguyên ngày càng tăng cao, xã hội bắt đầu sử dụng Internet để tăng cường hiệu quả chia sẻ bằng cách liên kết thế giới trực tuyến và ngoại tuyến, từ đó kinh tế chia sẻ ra đời như một giải pháp cho vấn đề này . Các hoạt động của kinh tế chia sẻ bắt đầu với mục đích phi lợi nhuận, chẳng hạn như Couchsurﬁng và Freecycle và dần dần phát triển thành một mô hình kinh doanh lớn bằng cách lấy một phần phí chia sẻ, như Uber và Airbnb . Giữa năm 2011 và 2012, thuật ngữ “nền kinh tế chia sẻ” được đưa ra bàn luận trên nhiều diễn đàn, với một số mô hình kinh doanh thành công dựa trên nền tảng ứng dụng công nghệ số ở Thung lũng Silicon là Airbnb và Uber . Các học giả đã tạo ra các thuật ngữ khác nhau trong việc nắm bắt các ý nghĩa khác nhau của kinh tế chia sẻ dựa trên nền tảng chuyên ngành của mình, như nền kinh tế đạo đức từ xã hội học hậu hiện đại   và tiêu dùng dựa trên lượng truy cập từ kinh tế học vi mô tân cổ điển. Ví dụ, Stephany cho rằng kinh tế chia sẻ được vận hành bởi các giá trị trong việc tận dụng các tài sản chưa khai thác sử dụng hết và khiến chúng có thể được tiếp cận bởi cộng đồng, dẫn đến nhu cầu quyền sở hữu giảm . Trong khi đó, Belk đối xử với người dùng với tư cách là cộng tác viên bằng cách nhấn mạnh rằng kinh tế chia sẻ là người dùng điều phối việc mua lại và phân phối tài nguyên với một khoản phí hoặc khoản bồi thường khác . Một cuộc kiểm tra chi tiết về các thuật ngữ trong các chuyên ngành khác nhau được trình bày trong công trình của Dredge và Gyimóthy . Mặc dù không có định nghĩa chính xác về những gì cấu thành nền kinh tế sẻ chia, các nhà hoạch định chính sách, học giả và học viên tin rằng nó đã bắt đầu biến đổi nhiều khía cạnh của hệ thống kinh tế xã hội hiện tại của chúng ta bằng cách cho phép các cá nhân, cộng đồng, tổ chức và các nhà hoạch định chính sách nhìn nhận lại về cách chúng ta sống, phát triển , kết nối và duy trì   .

## Nền kinh tế nền tảngvà nền kinh tế chia sẻ - các điều khoản kinh tế kỹ thuật số tương đồng[28]
Nền kinh tế nền tảng là xu hướng thương mại ngày càng hướng tới và ưu tiên các mô hình kinh doanh nền tảng kỹ thuật số. Nền tảng là hệ thống máy tính cơ bản có thể lưu trữ các dịch vụ cho phép người tiêu dùng, doanh nhân, doanh nghiệp và công chúng kết nối, chia sẻ tài nguyên hoặc bán sản phẩm. Thuật ngữ này được sử dụng bởi các nhà phân tích kinh doanh để mô tả bản chất cạnh tranh của đổi mới kỹ thuật số.
"Nền kinh tế nền tảng" là một trong những thuật ngữ nhằm mục đích nắm bắt các tập hợp con của toàn bộ nền kinh tế với trung gian là công nghệ kỹ thuật số. Các thuật ngữ được sử dụng với ý nghĩa đa dạng và đôi khi chồng chéo; một số nhà bình luận sử dụng các thuật ngữ như "nền kinh tế chia sẻ" hoặc "nền kinh tế truy cập", theo nghĩa rộng chúng mang ý nghĩa tương tự. Các học giả và nhà bình luận khác cố gắng nghiên cứu sự khác biệt và sử dụng các thuật ngữ khác nhau để phân định các phần khác nhau của nền kinh tế kỹ thuật số rộng lớn hơn. Thuật ngữ "nền kinh tế nền tảng" có thể được xem là phạm vi hẹp hơn "nền kinh tế kỹ thuật số", nhưng phạm vi rộng hơn các thuật ngữ như "nền kinh tế theo yêu cầu", "nền kinh tế chia sẻ" hoặc "nền kinh tế". Một số học giả đã lập luận rằng "nền kinh tế nền tảng" là thuật ngữ thích hợp hơn để thảo luận về một số khía cạnh của các hiện tượng kỹ thuật số mới nổi vào đầu thế kỷ 21.
Kinh tế chia sẻ giúp người dùng thuê mướn hàng hóa, dịch vụ thay vì mua hay sở hữu chúng. Nền kinh tế nền tảng tạo điều kiện thuận lợi cho việc này vì một công ty có thể phát triển một nền tảng kỹ thuật số mà người dùng có thể đăng nhập để có quyền truy cập vào để tìm hiểu thông tin sản phẩm, dịch vụ chỉ thông qua bước đăng ký. Một ví dụ về điều này là Spotify, nơi người dùng không mua các album riêng lẻ hoặc tải xuống các bài hát, mà chỉ đơn giản là nghe chúng.

## Mô hình kinh tế chia sẻ[29]
Các tài liệu khoa học về các mô hình kinh doanh cho thấy nhiều cách tiếp cận khác nhau nhưng lại hiếm khi được định nghĩa rõ ràng. Zott et al đã nghiên cứu các bài báo trên tạp chí học thuật và cho thấy 1177 bài báo khoa học đã thảo luận về ý tưởng mô hình kinh doanh  . Ví dụ, Kinderis đề xuất rằng trong nhiều trường hợp, mô hình kinh doanh được nhận thức và phân tích như một vấn đề đơn giản hóa, cho thấy logic tạo giá trị của các doanh nghiệp kinh doanh . Rappa định nghĩa một mô hình kinh doanh là phương pháp tạo ra doanh thu mà theo đó một công ty có thể tự duy trì . Teece cho rằng bản chất của mô hình kinh doanh là xác định cách thức mà doanh nghiệp mang lại giá trị cho khách hàng, thu hút khách hàng thanh toán giá trị và chuyển đổi các khoản thanh toán đó thành lợi nhuận . Các định nghĩa khác về mô hình kinh doanh nhấn mạnh khái niệm mô hình kinh doanh như một cách tiếp cận toàn diện trừu tượng hoặc loại dòng chảy giá trị tổ chức  . Mặc dù không có định nghĩa mô hình kinh doanh được chấp nhận chung, nhưng điểm chung ở tất cả các định nghĩa này là mô hình kinh doanh tạo ra một đánh giá logic về khả năng tìm kiếm những giá trị thật tổ chức với việc thực hiện giá trị kinh tế.
Mặc dù khái niệm mô hình kinh doanh xuất hiện hầu hết ở các công ty, rất ít ấn phẩm có thể được tìm thấy trong tài liệu thảo luận về vấn đề mô hình kinh tế chia sẻ. Thuật ngữ nền kinh tế chia sẻ nói chung đề cập đến hàng hóa chia sẻ sản phẩm và bao gồm phân phối lại, tương hỗ và chia sẻ cho mục đích di chuyển . Bất kỳ công ty nào thực hiện giao dịch chia sẻ trên các mạng ngang hàng . Các mô hình phân phối lại bao gồm tất cả các loại hàng hóa, số lượng lớn người dùng thuê sản phẩm trong thời gian dài trước khi phục hồi và tái sử dụng chúng. Các mô hình tương hỗ bao gồm một loại sản phẩm dễ dàng cho vay, ví dụ: sách, DVD và các công cụ DIY. Các mô hình di chuyển được chia sẻ chia sẻ xe ô tô cá nhân thông qua hệ thống chia sẻ xe hoặc đi chung xe. Các hệ thống ngang hàng thông qua mạng kỹ thuật số trực tiếp chia sẻ tài nguyên giữa các hệ thống riêng lẻ. Các hệ thống này được phân phối mà không có bất kỳ tổ chức phân cấp hoặc kiểm soát tập trung nào, trong đó mỗi nút chạy phần mềm với chức năng tương đương .
Cho đến nay, khi có một khuôn khổ rõ ràng của các mô hình kinh doanh của nền kinh tế chia sẻ, nó không phát triển ra khỏi các hệ thống lớn, mà từ đặc tính bền vững và tiềm năng là đầu vào và chuyển đổi chúng thông qua khách hàng và thị trường thành đầu ra kinh tế hiện nay.

## Động lực bền vững của nền kinh tế chia sẻ[40]
Khi các mô hình kinh doanh chia sẻ kinh tế sẽ thay đổi theo thời gian do sự thay đổi trong yêu cầu của khách hàng, thay đổi thị trường, công nghệ, cấu trúc, v.v. Nó sẽ được công nhận là một phần của nền kinh tế chia sẻ được thúc đẩy bởi các động lực bền vững riêng biệt: động lực xã hội, động lực kinh tế, động lực môi trường và công nghệ.  
Nhìn chung, sự bền vững kinh tế bao gồm các yêu cầu tăng trưởng kinh tế đầy đủ và ổn định, như ổn định tài chính, bảo tồn, tỷ lệ lạm phát thấp và ổn định, đầu tư đổi mới và bao gồm phân phối công bằng tài nguyên thiên nhiên giữa xã hội toàn cầu, trong thời điểm hiện tại và tương lai, đòi hỏi phải hài hòa hóa nền kinh tế các hoạt động và hệ sinh thái dựa trên lý thuyết năng suất và khả năng thay thế vốn  Các mô hình kinh doanh kinh tế chia sẻ điều khiển bền vững kinh tế dựa trên sức mạnh của thu nhập đối với sự tiếp cận các quyền sở hữu 
Tầm quan trọng của trách nhiệm xã hội của doanh nghiệp đã được chỉ ra bởi tầm quan trọng của cấu trúc xã hội. Trách nhiệm xã hội phản ánh mối quan hệ giữa sự phát triển và các chuẩn mực xã hội thống trị và tìm cách phát triển hệ thống ổn định xã hội. Các trình điều khiển xã hội dựa trên dân số ngày càng tăng và sự cần thiết của việc tiết kiệm tài nguyên thúc đẩy việc chia sẻ các mô hình kinh doanh kinh tế để phân tích các hành vi tiêu dùng thay thế. Nó cũng khuyến khích thay đổi loại nhỏ dựa trên hàng xóm và cộng đồng địa phương.
Mọi khía cạnh của các mô hình kinh doanh chia sẻ kinh tế đang phát triển đã bị ảnh hưởng bởi tầm quan trọng của công nghệ ngày càng tăng. Botsman và Rogers (2010)  tuyên bố, sự phổ biến ngày càng tăng của mạng xã hội và công nghệ thời gian thực là tính năng có tác động mạnh nhất thúc đẩy nền kinh tế chia sẻ. Chẩn đoán nhu cầu khách hàng sử dụng công nghệ trực tuyến mang lại nhiều lợi ích trong việc cung cấp các dịch vụ được nhắm cụ thể và hàng hóa rất cá nhân, được nhắm vào đúng thời điểm và địa điểm 

## Tác động đa chiều của nền kinh tế chia sẻ[47]

### Tác động kinh tế
Tác động kinh tế trực tiếp của nền kinh tế chia sẻ là tích cực. Những người tự nguyện thực hiện giao dịch trong nền kinh tế chia sẻ chỉ làm điều đó nếu có lợi cho cả hai bên. Ngay cả trong trường hợp cho vay hàng hóa cũng hiện diện một lợi ích đó là chi phí của người cho vay sẽ ít vì người này không cần sản phẩm trong thời gian cho vay nhưng trong khi người vay có thể được tiếp cận với sản phẩm mà không cần phí. Sự tăng thu nhập hoặc phúc lợi người tiêu dùng có thể được hiểu là hậu quả trực tiếp của chi phí giao dịch thấp hơn.
Tuy nhiên, các tác động kinh tế đầy đủ phức tạp hơn rất nhiều. Đầu tiên, sự tăng trưởng của thị trường chia sẻ đồng đẳng sẽ có tác động gián tiếp đến các thị trường khác. Ví dụ các doanh nghiệp di sản và công nhân của họ ở các thị trường có liên quan có thể có thu nhập thấp hơn. Một nghiên cứu cho thấy rằng thu nhập của khách sạn ở Texas bị giảm đáng kể ở những nơi mà dịch vụ Airbnb đã hiện diện . Nhiều phân tích chuyên sâu cũng đã cho thấy rằng các tác động không đồng đều trong nền công nghiệp này.Cụ thể những khách sạn bình dân và những khách sạn không nhắm vào đối tượng doanh nhân bị ảnh hưởng nhiều nhất. Ngoài ra, Airbnb là một phần thay thế cho các  khách sạn qua đêm, đặc biệt là trong các phân đoạn rẻ hơn của thị trường khách sạn. Những ảnh hưởng tương tự có thể được dự đoán trong thị trường cho thuê xe mà hiện nay đã phải đối mặt với sự cạnh tranh tăng do các nền tảng chia sẻ xe P2P. Nhiều khả năng mô hình này sẽ ảnh hưởng đến nguồn cung và giá nhà ở, nếu việc chia sẻ gia đình trở nên phổ biến hơn. 
Thứ hai, những ngoại tác như bên thứ ba có thể gặp phải tổn thất khi hai bên giao dịch. Đây đặc biệt là vấn đề với việc chia sẻ với nhà hàng với hàng xóm nhưng lại sợ những sự phiền toái không đáng có và cảm giác nguy hiểm từ người lạ. Do đó, nhiều khu vực đã ngăn chặn việc chia sẻ nhà ở cho khách du lịch, như Amsterdam, Barcelona, Berlin, New York và Paris bằng cách siết chặt các quy định của họ đối với các nền tảng chia sẻ về nhà .
Thứ ba, việc phân bổ thu nhập tăng và phúc lợi có thể sẽ không đồng đều. Các trang web kinh tế chia sẻ là các nền tảng hai chiều và được đặc trưng bởi những tác động của mạng lưới ngoại tác, từ đó tạo ra xu hướng độc quyền. Điều cần lưu ý ở đây là rằng tài khoản xếp hạng (rating accounts) cho một phần đáng kể của giá trị nền tảng. Mặc dù xếp hạng là sản phẩm của người dùng, giá trị được tạo ra bởi chính bản thân nền tảng. Nhóm thứ hai thu lợi lớn nhất là chủ sở hữu tài sản quý giá. Như người tiêu dùng có thể dễ dàng biến hàng tiêu dùng của họ thành tài sản vốn để kiếm tiền, và hàng tiêu dùng có giá trị này thường tập trung vào một nhóm nhỏ những người giàu có. Đây chính là hiện diện của tác động Piketty trong nền kinh tế chia sẻ. Điều này rõ ràng nhất trong việc chia sẻ ở nhà, nhưng cũng áp dụng cho việc thuê chỗ đỗ xe, xe hơi và thuyền trong thời gian và nơi mà hàng hóa đó khan hiếm. Cuối cùng, như Schor đã lập luận, chia sẻ các nền tảng dường như dẫn đến sự bất bình đẳng trong sự phân chia thu nhập.  Nhìn chung, những người tham gia trong nền kinh tế chia sẻ đang trải qua sự gia tăng về phúc lợi người tiêu dùng từ giá thấp hơn và đa dạng sự lựa chọn nhưng vẫn tồn tại song song sự bất bình đẳng kinh tế do các nhà cung cấp gây ra.

### Tác động môi trường
Những cảm hứng đầu tiên về nền kinh tế chia sẻ đã được phản ánh trong cuốn sách bởi Botsman, R. and R. Rogers. Nó chỉ ra rằng người tiêu dùng có thể tiếp cận hàng hóa dịch vụ với giá rẻ bằng cách thuê hoặc mượn từ những người khác và bằng cách làm như vậy họ sẽ trở nên ít phụ thuộc hơn vào sở hữu. Kết quả là tổng số hàng hóa mới sản xuất theo giả thiết là sẽ giảm. Điều này có những tác động tích cực đến môi trường. Ví dụ, những sự phối hợp cho thuê xe giúp cho những người không có xe có thể đi lại được, từ đó cắt giảm được số lượng xe đang xả khí thải trên mỗi dặm đường
Các tác động môi trường liên quan đến kinh tế chia sẻ cũng phức tạp. Nhiều nền tảng đã quảng cáo bản thân là thân thiện với môi trường, và đặc biệt là khi giảm khí thải carbon. Việc chia sẻ được cho là thân thiện với môi trường vì nó được giả định rằng sẽ giảm nhu cầu đối với hàng hóa mới hoặc xây dựng các cơ sở mới của các khách sạn hoặc khu vực chung. Tuy nhiên, vẫn chưa có bằng chứng thực nghiệm về những tuyên bố này. Duy nhất chỉ có  việc chia sẻ xe là làm tốt vai trò đối với môi trường không khí của mình. Đối với các dịch vụ cung cấp taxi (Uber) được tin rằng có thể thay thế phương tiện giao thông công cộng và làm giảm tắc nghẽn giao thông.

### Tác động xã hội
Ngoài lợi ích môi trường, lợi ích xã hội cũng được tuyên bố cho nền kinh tế chia sẻ. Sự ra đời của các nền tảng internet khiến cho người lạ chia sẻ nhiều hơn, do đó có thể tạo một quy mô xã hội lớn hơn. Trên một số nền tảng, những người lạ gặp nhau trực tiếp để giao dịch sau một quy trình phù hợp đi kèm, và từ các cuộc họp trực tiếp như thế, các mối quan hệ xã hội mới xuất hiện. Hơn nữa, việc chia sẻ các hoạt động kinh tế không nhất thiết phải dẫn đến sự phân tầng xã hội, vì chủ sở hữu mong muốn mình đứng ở một vị thế xã hội khác với người thuê và người vay. Cụ thể, với hàng hóa đắt tiền hơn như xe hơi và nhà cửa, bên cung cấp cho thuê có thể giàu hơn bên thuê. Ngoài ra chia sẻ đồng nghiệp cũng tạo ra những mối liên hệ có ý nghĩa, dẫn đến việc chia sẻ các tập quán xã hội tăng lên. 
Cụm từ '' sản phẩm thông dụng'' được nổi lên ở các nền tảng và những người tham gia ở cả hai bên thị trường có được lợi ích của việc gặp gỡ người khác, kết bạn và tìm hiểu người khác ".  Schor  thấy rằng trang web đã thành công nhất trong việc tạo ra các mối quan hệ xã hội mới là Airbnb. Những phát hiện từ một cuộc phỏng vấn nhỏ là cho một nửa các chủ thể của Airbnb tương tác xã hội là trung tâm cho động lực và thực hành trên trang web. Những chủ thể này được xã hội hoá với khách của họ trong một số trường hợp trở thành bạn bè.  Phát hiện này phù hợp với Böcker và Meelen  những người sẵn sàng chia sẻ nhà có nhiều động lực xã hơn hơn là các lợi ích về kinh tế mang lại.
Tuy nhiên, những khả năng gắn kết này đã suy giảm đi từ năm 2003 và 2004. Nhiều người dùng đã trở nên vỡ mộng với những mối quan hệ mà họ đã thành lập vì nó trở nên bình thường hơn và ít bền vững hơn. 
Chất lượng của xếp hạng cũng có thể góp phần vào tầm quan trọng giảm của các liên hệ xã hội trên nền tảng chia sẻ. Như những người tham gia có nhiều xếp hạng hơn theo thời gian, tin tưởng được mã hóa và không cần phải đối mặt với tương tác trực tiếp. 
Hơn nữa, bản chất đồng đẳng của các giao dịch kinh tế chia sẻ cũng có thể làm tăng phân biệt đối xử ngang hàng. Một phân tích của Airbnb tại Hoa Kỳ đã phát hiện ra rằng người Mỹ gốc Phi có thể kiếm được ít hơn 12% tiền thuê nhà so với các nhà máy khác trong cùng một loại địa điểm ở cùng một vị trí. Một thử nghiệm lĩnh vực tiếp theo được tìm thấy rằng các vị khách Mỹ gốc Phi thường bị từ chối bởi các chủ nhà  đã nhắc đến rộng rãi về phương tiện truyền thông xã hội của những trải nghiệm phân biệt đối xử ( # airbnbwhileblack), thành lập một nền tảng có hướng đen tối và thay đổi chính sách của Airbnb. Phân tích gần đây hơn  danh sách 200000 Airbnb trên khắp nước Mỹ đã tìm thấy bằng chứng bất lợi về chủng tộc đáng kể trong việc xếp hạng, đánh giá và giá cả 
. Hơn nữa, những nghiên cứu gần đây cho thấy Uber và Lyft phân biệt đối xử đối với tài xế người Mỹ gốc Phi về việc họ phải chờ đợi lâu hơn để có chuyến và thường xuyên bị hủy chuyến 
. Nói chung, đó là những dấu hiệu cho thấy người dân tham gia vào nhiều hành vi khác nhau trong việc lựa chọn các đối tác thương mại hoặc cộng tác viên trong nền kinh tế chia sẻ và cộng tác viên. 
Tóm lại, các tác động kinh tế, xã hội và môi trường của nền kinh tế chia sẻ chủ yếu là chưa rõ ràng. Trong khi các lợi ích kinh tế trực tiếp đến từ lượng lớn các giao dịch tiền tệ diễn ra, các sự phân phối tỷ trọng của các tác động cũng khá lệch. Vì phần lớn doanh thu trong nền kinh tế chia sẻ  đều thông qua việc chia sẻ nhà cửa, những chủ sở hữu nhà đã có lợi nhuận. Lợi ích môi trường chủ yếu nằm trong việc chia sẻ xe và chia sẻ, và các tác động chung của nền kinh tế chung có thể là nhỏ do hiệu quả hồi phục. Cuối cùng, các tác động xã hội phức tạp và không nhất thiết.

## Các loại hình tiêu dùng cộng tác

### Hệ thống sản phẩm dịch vụ
Hàng hóa được sở hữu tư nhân có thể được chia sẻ hoặc cho thuê thông qua chợ peer-to-peer. [14] ("Drive Now" Eg của BMW là một dịch vụ chia sẻ xe mà cung cấp một thay thế cho việc sở hữu một chiếc xe hơi. Người dùng có thể truy cập vào một chiếc xe hơi khi và nơi họ cần đến chúng và trả tiền cho việc sử dụng của họ theo phút.

### Thị trường phân phối lại
Một hệ thống tiêu thụ hợp tác dựa trên dịch vụ hoặc hàng hóa trước khi sở hữu được truyền từ một người không muốn có chúng cho những người muốn có chúng. Đây là một thay thế cho các phương pháp phổ biến hơn 'giảm, tái sử dụng, tái chế, sửa chữa" của xử lý chất thải. Trong một số thị trường, hàng hóa có thể được miễn phí, như trên Freecycle và Kashless. Trong những người khác, các hàng hóa được trao đổi (như trên Swap.com) hoặc bán lấy tiền mặt (như trên eBay, Craigslist, và uSell). Có một số ngày càng tăng của thị trường chuyên gia cho các mặt hàng thời trang preowned, bao gồm cả Copious, Vestiaire Collective, BuyMyWardrobe and Grand Circle. Các hình thức khác của các thị trường phân phối bao gồm ReHome (một dịch vụ thú cưng phân phối miễn phí bởi PetBridge.org).

### Lối sống hợp tác
Hệ thống này được dựa trên những người có nhu cầu tương tự hoặc lợi ích dải với nhau để chia sẻ và trao đổi tài sản ít hữu hình như thời gian, không gian, kỹ năng, và tiền bạc. Một ví dụ sẻ Taskrabbit, mà phù hợp với người sử dụng cần thực hiện nhiệm vụ với "vận động viên" người kiếm được tiền bằng cách giúp họ hoàn thành của danh sách công việc phải làm. Sự phát triển của công nghệ điện thoại di động cung cấp một nền tảng để kích hoạt công nghệ GPS dựa trên địa điểm và cũng để cung cấp chia sẻ thời gian thực.

### Ví dụ
| Chi tiết                                                     | Chi tiết       | Ngành                    | Ngành                         | Ngành | Ngành                  | Ngành               | Ngành                            | Ngành                                                           | Ngành                 |
| ------------------------------------------------------------ | -------------- | ------------------------ | ----------------------------- | --- | ---------------------- | ------------------- | -------------------------------- | --------------------------------------------------------------- | --------------------- |
| Loại                                                         | Interact. type | Thực phẩm                | Tài chính                     | Đi lại                                                                                                   | Du lịch                | Logistics           | Công việc                        | Giáo dục                                                        | Khác                  |
| Start- ups                                                   | B2C            | Kuhteilen                | Finpoint                      | Uber | onefinestay            | Instacart           | Wework                           | Chegg                                                           | The Collective        |
| Start- ups                                                   | C2C            | Eat With Me, Local Roots | Lendico                       | Turo, C3C- City Commuters Club Lưu trữ ngày 22 tháng 4 năm 2016 tại Wayback Machine, Getaround, & sharoo | Airbnb                 | ShareMy Storage.com | Freelancer .com                  | SkillSesh Lưu trữ ngày 17 tháng 12 năm 2020 tại Wayback Machine | Sharen.nl             |
| Lâu đời                                                      | B2C            | WeFarm (Google etc.)     | openforum (Bank of America)   | car2go (Daimler)                                                                                         | Tripping.com (Several) | DoorDash (FedEx)    | Workspace on Demand (Marriott)   | Coursera (Stanford)                                             | Mud Jeans (Mud Jeans) |
| Lâu đời                                                      | C2C            | P2P Food Lab (Sony CSL)  | Crowdfunding (Volksbank Bühl) | JustPark (BMW)                                                                                           | TripAdvisor (Expedia)  | MyWays (DHL)        | TaskRabbit (Walgreen, Pepsi, GE) | Khan Academy (Google, B. & M. Gates Foundation)                 | Mila (Swisscom)       |
| Note: B2C = Business to consumer, C2C = Consumer to consumer |                |                          |                               | |                        |                     |                                  |                                                                 |                       |

## 6 cách các công ty có thể đáp ứng với sự gia tăng của tiêu dùng cộng tác[57]
Thay vì mua và sở hữu sản phẩm, người tiêu dùng ngày càng quan tâm đến việc cho thuê và chia sẻ chúng. Các công ty có thể hưởng lợi từ xu hướng “collaborative consumption” (người tiêu dùng cộng tác) thông qua các phương pháp tiếp cận sáng tạo mới để xác định và phân phối dịch vụ của họ.
Kurt MatZler đã đề xuất sáu cách mà các công ty có thể đáp ứng với sự gia tăng tiêu dùng hợp tác.

### Bán sự sử dụng, không phải sản phẩm - trường hợp củaDaimler AG
Mặc dù nhiều công thức lợi nhuận thông thường trong các mô hình kinh doanh dựa trên việc bán sản phẩm, trong việc nền kinh tế chia sẻ, các nguồn doanh thu mới phải được phát triển, tại vì việc mua hàng thường bị bỏ qua.
Daimler AG là một ví dụ điển hình của một công ty đang điều chỉnh hoạt động kinh doanh của mình theo nền kinh tế chia sẻ. Chia sẻ xe hơi không phải là mới: Zipcar, một trong những thương hiệu chia sẻ xe hơi lớn nhất thế giới, được thành lập hơn một thập kỷ trước. Tuy nhiên, dịch vụ Car2go của Daimler minh họa cách một doanh nghiệp toàn cầu như Daimler có thể điều chỉnh và mở rộng mô hình kinh doanh của mình từ bán sản phẩm sang bán quyền sử dụng sản phẩm để quảng cáo cho nền kinh tế chia sẻ.
Một liên doanh của Daimler và Europcar, một công ty cho thuê, car2go bắt đầu dịch vụ của mình tại Ulm, Đức, vào năm 2008. Mô hình thanh toán rất đơn giản. Không có chi phí cố định ngoại trừ phí đăng ký. Khách hàng trả tiền mỗi khi xe được sử dụng. Ngoài ra, car2go đã giới thiệu các mô hình thanh toán đặc biệt cho khách hàng thương mại, những người hiện có thể sử dụng car2go như một giải pháp thay thế hợp lý hơn cho việc duy trì đội xe của chính họ. Hơn nữa, những chiếc xe car2go không cần phải đỗ ở những khu vực đỗ xe cố định mà có thể đậu ở bất cứ đâu trong thành phố, chẳng hạn như gần nơi cư trú của người dùng hay gần nơi làm việc. Ngày nay, hơn 600.000 khách hàng được hưởng sự sẵn có của hơn 10.500 xe ô tô, bao gồm 1.200 xe điện.
Tất cả đã nói, car2go là một ví dụ điển hình về cách kết hợp tiêu dùng cộng  tác thành một mô hình kinh doanh. Các nhà sản xuất ô tô khác đã làm theo và giới thiệu các hệ thống chia sẻ xe của riêng họ, như DriveNow của BMW và Mu của Peugeot.

### Hỗ trợ khách hàng của bạn nỗ lực bán lại - một trường hợp của Patagonia
Một cách khác để các công ty được thành lập tham gia vào nền kinh tế chia sẻ là nhận ra và hỗ trợ mong muốn được bán lại sản phẩm của khách hàng. Patagonia Inc., có trụ sở tại Ventura, California, là một ví dụ về một công ty hỗ trợ khách hàng của mình trong việc bán lại sản phẩm. Vào tháng 9 năm 2011, khi Patagonia tuyên bố hợp tác với eBay Inc., chiến dịch này có vẻ khó hiểu: Nó nhằm mục đích ban đầu làm giảm doanh số bán hàng may mặc. Thoạt nhìn, ý tưởng này nghe có vẻ bất hợp lý. Làm thế nào một công ty có thể tăng doanh số bằng cách không khuyến khích khách hàng mua sản phẩm của họ?
Từ Patagonia, thông điệp đã rõ ràng: Người tiêu dùng có thể hạ thấp áp lực lên môi trường bằng cách mua ít hơn và chia sẻ nhiều hơn. Để biến thông điệp này thành hành động, Patagonia đã thiết lập Quan hệ đối tác chung với eBay. Sự hợp tác này nhằm giúp mọi người dễ dàng mua và bán các sản phẩm Patagonia đã qua sử dụng. Một lợi ích cho Patagonia là tăng khả năng hiển thị sản phẩm. Những người yêu thích không còn mặc quần áo Patagonia cũ của họ giờ đã có một nơi để bán chúng. Kết quả là sự gia tăng của các sản phẩm Patagonia trong sự tuần hoàn công cộng, cả trên Internet và (sau khi chúng được bán lại) trong cuộc sống thực, được mặc bởi người thật.
Khái niệm bán hàng cũ không phải là một bước đột phá. Nhưng điều vừa táo bạo vừa mới lạ là quyết định của Patagonia, nhằm không khuyến khích khách hàng mua sản phẩm mới một cách hiệu quả. Giả sử rằng công ty sẽ thu được lợi nhuận từ chiến dịch này thậm chí còn táo bạo hơn.

### Tận dụng các nguồn lực và năng lực chưa sử dụng - sự thành công củaLiquidSpace
Một cơ hội khác để kiếm lợi từ nền kinh tế chia sẻ cho các công ty là việc chia sẻ tài sản và năng lực hiện có. Đây là một chiến lược đặc biệt hứa hẹn khi những tài sản cụ thể không thể mua được bởi tất cả mọi người do số vốn lớn liên quan đến việc sở hữu chúng. Trong bối cảnh nền kinh tế chia sẻ, các công ty nên xem xét đánh giá lại hiệu quả của việc sử dụng tài sản cố định. Ví dụ, LiquidSpace, nơi được gọi là “Airbnb của không gian làm việc”, đã mang sự tiêu dùng hợp tác vào thế giới văn phòng, điều chỉnh không gian làm việc và phòng họp theo nhu cầu cụ thể của người thuê nhà. Ý tưởng là kết nối các tập đoàn có không gian văn phòng chưa sử dụng với những người đang tạm thời cần nó. Ba yếu tố chính thúc đẩy sự thành công của LiquidSpace: áp lực của các doanh nghiệp trong việc kiểm soát chi phí bất động sản, công nghệ di động và xã hội và những nhân viên thích làm việc tại nhà.
Ứng dụng LiquidSpace giúp những người làm việc tự do và những người khác đang tìm kiếm không gian văn phòng tìm thấy không gian làm việc phù hợp với nhu cầu, yêu cầu về thời gian và sở thích địa lý của họ. Ứng dụng này cũng dựa trên một hồ sơ cách thức ‘’hoạt động của tôi’’, trong đó người dùng liệt kê loại không gian làm việc và quy mô của đám đông công việc mà họ có thể cảm thấy thân thiện. Các ví dụ về phạm vi môi trường từ một phòng trên tầm nhìn với tầm nhìn đến một hình nón im lặng. Ví dụ về quy mô đám đông từ một đến 50 người.
LiquidSpace cho thấy hầu như bất kỳ công ty nào có không gian văn phòng đều có thể thu lợi từ giả định hợp tác. nguồn lực dư thừa có thể dễ dàng được quản lý; tình trạng thiếu năng lực có thể được giải quyết linh hoạt thông qua các thị trường ảo.

### Cung cấp dịch vụ sửa chữa và bảo trì -  bài học từFedEx
Các công ty có chuyên môn về sửa chữa và thuê nhà chính có thể tham gia vào nền kinh tế chia sẻ bằng cách thuê ‘’sự chuyên môn’’ cho người tiêu dùng. Càng nhiều, càng nhiều người chia sẻ một sản phẩm, sản phẩm đó càng được sử dụng nhiều, điều này làm tăng nhu cầu về các dịch vụ sửa chữa và bảo trì.
FedEx TechConnect Federal Express là một công ty dịch vụ chuyển phát nhanh ở Mỹ được thành lập vào năm 1971. Hoạt động chính của nó liên quan đến dịch vụ chuyển phát nhanh. Trong bối cảnh này, công ty đã xây dựng một khối kiến thức lớn trong lĩnh vực sửa chữa các thiết bị điện tưe mà nhân viên của mình sử dụng trong quá trình thực hiện giao hàng. Kiến thức này hiện cung cấp nền tảng của FedEx TechConnect, một công ty con của FedEx Corporate Services Inc .. FedEx TechConnect chuyên sửa chữa các thiết bị điện tử. Doanh nghiệp tìm kiếm các sửa chữa này có thể mang thiết bị của họ đến các cửa hàng bán lẻ của FedEx; FedEx cũng mang các dịch vụ sửa chữa này trực tiếp đến khách hàng, bằng phương tiện của nhân viên giao hàng thông thường. Giám đốc điều hành của FedEx, Fred Smith, đã ước tính rằng có một thị trường 15 tỷ đô cho các dịch vụ như thế này.
FedEx đã có thể tận dụng các khả năng vốn có của mình bằng cách khám phá tiềm năng của sự tiêu dùng hợp tác. Các nguồn lực  và bí quyết đã tại FedEx - cụ thể là để sửa chữa các thiết bị điện tử - đã được phát triển thành một mô hình kinh doanh không chỉ dựa trên các khả năng hiện có mà còn hỗ trợ các hoạt động chính của công ty. Khả năng vượt trội về khả năng sửa chuyên nghiệp tích hợp rất khéo léo cả với các cửa hàng bán lẻ FedEx và nhân viên chuyên trách, cung cấp một cơ sở hạ tầng cho phép FedEx cung cấp dịch vụ sửa chữa trên quy mô toàn cầu mà không cần đầu tư thêm.

### Tùy chỉnh sự tiêu dùng hợp tác để nhắm mục tiêu đến khách hàng mới - tận dụng lợi thế của các bên trao đổi
Tạo nguồn doanh thu mới chỉ là một hình thức thu lợi nhuận từ phong trào hợp tác cộng tác. Một cách tiếp cận khác là liên kết với chia sẻ ngang hàng như một nền tảng để quảng bá một sản phẩm và dịch vụ đến những khách hàng tiềm năng.
Ví dụ, các bên trao đổi, tại đó người tiêu dùng trao đổi quần áo với nhau, có nguồn gốc từ các đô thị thời trang như New York và London. Họ đã có một sự lội ngược dòng trong mảng thời trang ngày chính cuộc khủng hoảng tài chính, nơi sản sinh ra cái gọi là “sự suy thoái”- nghĩa là các tín đồ thời trang thích thay quần áo để liên tục mua đồ mới. 17 Ý tưởng đằng sau những bữa tiệc hoán đổi này rất đơn giản. Người ta buôn bán quần áo, giày dép hoặc phụ kiện đã qua sử dụng của họ; họ nhận được, tùy thuộc vào tình trạng của hàng hóa, một số lượng chip cụ thể có thể được sử dụng để mua các mặt hàng từ các đồng nghiệp của họ.
Việc trao đổi quần áo thường được quản lý bởi các đồng nghiệp hoặc các tổ chức khác. Tuy nhiên, một số công ty đã nhận ra rằng họ có thể hưởng lợi bằng cách hỗ trợ cho các bên hoán đổi này. Bằng cách tài trợ cho các sự kiện này, họ kết nối với đối tượng mục tiêu của họ và đồng thời quảng bá sản phẩm và dịch vụ của họ. Các công ty tìm cách tích hợp các sản phẩm và dịch vụ của riêng họ trong quá trình chia sẻ, tạo ra nhiều khách hàng mới trong đối tượng mục tiêu của họ.Ngoài ra, các công ty còn có thể bồi dưỡng danh tiếng của họ bằng cách thúc đẩy ‘’tinh thần xanh’’ của việc chia sẻ, trái ngược với việc mua. Ví dụ, DM, một chuỗi nhà thuốc ở Đức, gần đây đã thử nghiệm phương pháp này tại một sự kiện hoán đổi ở Salzburg, Áo.18 DM đã tăng giá trị của sự kiện hoán đổi bằng cách giới thiệu bộ sưu tập trang điểm và tạo kiểu trong nhà của công ty và cho phép người tham dự thử nghiệm nó miễn phí. Các nhà tạo mẫu trang điểm DM DM cũng tham dự sự kiện này, giúp khách hàng tìm thấy diện mạo mới sẽ hoạt động tốt với quần áo mới mà họ mua. Hơn nữa, những sự kiện này đã nhận được khuyến mãi thông qua các nền tảng truyền thông xã hội và một mạng lưới các blogger thời trang - tất cả đều tạo ra tiếng vang tiếp thị cho DM.

### Tìm mô hình kinh doanh mới dựa trên nền kinh tế chia sẻ
Năm cách tiếp cận trước đây cho thấy các công ty có thể điều chỉnh các mô hình kinh doanh hiện tại của họ như thế nào để tiêu dùng hợp tác. Tuy nhiên, nó có thể cho các mô hình kinh doanh hoàn toàn mới xuất hiện.
Ví dụ về Kuhlease.ch, một trang web cho thuê bò, minh họa cách các ngành công nghiệp thông thường - trong trường hợp này là nông nghiệp - có thể thiết lập các mô hình kinh doanh mới bằng cách tránh xa các dòng doanh thu truyền thống. Đối mặt với việc giảm giá sữa và bãi bỏ liên minh xuất khẩu phô mai vào năm 1999 - bao gồm việc ngừng bảo lãnh bán phô mai - nông dân Thụy Sĩ đã phải đối mặt với việc bán một lượng lớn phô mai để tồn tại.
Hành động từ sự cần thiết, một nông dân Thụy Sĩ bắt đầu cho khách hàng của mình thuê bò thay vì chỉ bán phô mai. 20 người thuê đã trả một khoản phí để tài trợ cho một con bò trong một mùa. Sự sắp xếp bao gồm một bức ảnh của con bò và một giấy chứng nhận, cộng với tùy chọn đến thăm trang trại để giúp đỡ như một tình nguyện viên hoặc để xem công việc trang trại hàng ngày. Chi phí cho thuê không bao gồm chi phí của sản phẩm phô mai cuối cùng, nhưng nó đảm bảo một mức giá đặc biệt cho việc mua tối thiểu 30kg phô mai từ con bò đó. Trang trại cũng cung cấp các tùy chọn cho thuê bổ sung có sẵn làm quà tặng, chẳng hạn như các gói ngắn hạn. Theo một nông dân, tất cả 150 con bò của anh ta được cho khách hàng thuê trên khắp thế giới - tại các quốc gia bao gồm Nhật Bản, Nam Phi và Hoa Kỳ.
Một ví dụ khác về mô hình kinh doanh kinh tế chia sẻ mới là The Wine Foundry, một công ty cho phép các nhà sản xuất rượu nghiệp dư và chuyên nghiệp tự làm rượu mà không cần sở hữu một vườn nho, bằng cách cung cấp các công cụ và hỗ trợ cho sản xuất rượu vang. 22 Wine Foundry là một một cửa cho sản xuất rượu vang tùy chỉnh. Công ty cung cấp đầy đủ các dịch vụ, từ tìm nguồn cung ứng trái cây đến thiết kế nhãn.
Trong các mô hình kinh doanh như thế này, khách hàng trả tiền để truy cập vào các tài sản mà riêng họ không thể sở hữu hoặc tự quản lý. Khách hàng, về hiệu quả, trở thành nhà sản xuất của riêng họ (trong các ví dụ này, về phô mai hoặc rượu vang) bằng cách thuê hoặc cho thuê tài sản cần thiết. Điều này cho phép các tập đoàn và chủ sở hữu tài sản thông thường suy nghĩ lại về nguồn doanh thu của họ và phát triển các mô hình kinh doanh thay thế thu hút khách hàng hướng tới tiêu dùng hợp tác.

## WOM và eWOM[58]
Người ta tin rằng việc giữ chân khách hàng lặp lại đặc biệt quan trọng đối với nền kinh tế chia sẻ (tức là Airbnb) vì những khách hàng hiện tại có thể dễ dàng chuyển trở lại các nhà cung cấp dịch vụ truyền thống (ví dụ, ngành khách sạn). Bởi vì khách hàng khi thực hiện lại mua sắm có khả năng mua sản phẩm, dịch vụ cao hơn (Petrick, 2004), mang lại doanh thu đáng kể , giảm chi phí giao dịch  và truyền miệng tích cực đến họ mạng . Theo các yếu tố có thể ảnh hưởng đến ý định mua lại Airbnb có thể giúp Airbnb phát triển một cách bền vững  và trong đó, truyền miệng là một trong những yếu tố quan trọng ảnh hưởng đến ý định mua lại, theo mô hình của Zhenxing Mao, 2017.
Truyền miệng (WOM) đề cập đến các cuộc trò chuyện cá nhân giữa người tiêu dùng về sản phẩm / dịch vụ . WOM trong môi trường trực tuyến là eWOM, được coi là tất cả các thông tin liên lạc trên Internet hướng đến người tiêu dùng về việc sử dụng hoặc đặc điểm của sản phẩm và dịch vụ và người bán hàng của họ . WOM và eWOM đặc biệt quan trọng trong ngành khách sạn và du lịch vì chất lượng sản phẩm của nó rất khó đánh giá trước khi tiêu thụ . Tuy nhiên, truyền miệng trực tuyến cung cấp khả năng tiếp cận tuyệt vời và tiếp cận rộng rãi với nhiều người trong một khoảng thời gian ngắn qua Internet . Người tiêu dùng có thể dựa vào và tìm kiếm gợi ý từ truyền miệng trực tuyến để đưa ra quyết định sáng suốt. Về Airbnb, khi nhiều cá nhân tham chiếu (đã sử dụng cùng một danh sách trước đó) đăng đánh giá về các sản phẩm, dịch vụ và cảm xúc từ việc sử dụng danh sách đó, người tiêu dùng nhận được ảnh hưởng  cao thông qua các tiêu chuẩn chủ quan vì người tiêu dùng đặt giá trị cao hơn vào ảnh hưởng xã hội của tham chiếu nhóm. Chẳng hạn,  Schepers và Wrtzels  thấy rằng truyền miệng trực tuyến là tiền đề của các chuẩn mực chủ quan trong nghiên cứu hành vi người tiêu dùng trong việc áp dụng công nghệ. Do đó, một mối tương quan tích cực giữa truyền miệng trực tuyến và các chỉ tiêu chủ quan được mong đợi. Ngoài ra, người tiêu dùng coi truyền miệng trực tuyến đáng tin cậy và hữu ích hơn khi họ nhận thấy một thỏa thuận giữa đánh giá và ý kiến của chính họ, từ đó gây ra ý định mua hàng cao . Một số nghiên cứu khác đã báo cáo mối quan hệ tích cực này giữa truyền miệng trực tuyến và ý định hành vi . Nhìn chung, eWOM là tiền thân quan trọng đối với khách du lịch, các chuẩn mực chủ quan và kiểm soát hành vi.